# Amandelwilgroest
De amandelwilgroest (Melampsora amygdalinae) is een roestschimmel in de familie Melampsoraceae. Het is een autoecische, biotrofe parasiet die voorkomt op Salix. Hij produceert vier type sporen die zonder waardwisseling op dezelfde plant voorkomen. Planten die zijn aangetast verliezen vroegtijdig blad en jonge bomen hebben kankerachtige cellen.

## Kenmerken
Spermogonia
De spermogonia worden zelden gevormd, zijn oranje en subcuticulair. 
Aecia
De aecia worden zelden gevormd en bevinden zich aan de onderzijde van het blad of op jonge twijgen. Ze zijn schotelvormig.
Uredinia
De uredinia zien er hetzelfde uit als de aecia, maar bezitten ook parafysen. De urediniosporen zijn elliptisch, fijn-bestekeld, maar met een gladde top en hebben de sporenmaat 19-32 × 11-15 µm. Parafysen zijn kopvormig met een dunne steel.
Telia
De telia zitten aan de onderkant van het blad. Ze zijn sub-cuticulair, staan in kleine groepjes en zijn begrensd door de bladnervatuur. De kleur is bruinzwart.

## Verspreiding
In Nederland komt hij uiterst zeldzaam voor.

## Waardplanten
Deze soort komt voor op de volgende waardplanten :
- Salix triandra (Amandelwilg)
- Salix pentandra (Laurierwilg)